# Семя тыквы
Семена тыквы (лат. semen cucurbitae) — съедобные семена тыквы или кабачка, как правило, овальные и плоские. У большинства разновидностей тыквы покрыты плотной жёсткой оболочкой белого цвета. В пищу идут зрелые, очищенные от остатков околоплодника и высушенные без подогрева семена.

## Подготовка
После извлечения из плодов семена тщательно промывают под проточной водой и сушат на открытом воздухе под навесами или на чердаках с хорошей вентиляцией, рассыпав тонким слоем. При несоблюдении правил сушки они темнеют, плесневеют и приобретают посторонний запах. Некондиционные семена употреблять не следует. В розничную продажу семена поступают как в оболочке, так и очищенными.

## Состав
В тыквенных семенах содержится жирное масло (до 40 %), в состав которого входят глицериды линоленовой (до 45 %), олеиновой (до 25 %), пальмитиновой и стеариновой (около 30 %) кислот; эфирное масло, фитостерины — кукурбитол, смолистые вещества, органические кислоты; витамины С, B1 (до 0,2 мг/%); каротиноиды и каротин вместе — 20 мг/%, аминокислоты.
Одна унция[какая?] (примерно 142 семени без оболочки) покрывает суточные потребности организма в белке на 14 %, в витамине K — на 18 %, магнии — на 38 %, фосфоре — 33 %, железе — 23 %, меди — 20 % и цинке — на 14 %. Из легкодоступных видов растительной пищи богаче цинком цельное кунжутное семя и паста.

## Использование
Тыквенные семечки наиболее популярны в Мексике и Восточной Европе. Семя тыквы — один из ингредиентов мексиканского соуса «моле».
Семена употребляют для «перекуса» в сыром виде либо варят, жарят, прокаливают в духовке с добавлением сахара, корицы или соли. Тепловая обработка уменьшает содержание витаминов, но не отражается на содержании микроэлементов.
Измельчение предварительно замоченных семян в блендере с водой (в сочетании 1 к 3) позволяет получить аналог кунжутного или миндального молока.

### В медицине
В тыквенных семенах содержится аминокислота кукурбитин (лат. Cucurbitin), способная уничтожать паразитических червей. В медицине тыквенные семечки не фигурируют в клинических рекомендациях по лечению паразитических заболеваний.
В альтернативной медицине семена тыквы используются как противоглистное средство, в том числе при инвазии ленточными глистами. В народной медицине семена рекомендуют принимать при простатите. Препараты, основанные на масле семян тыквы, используются в альтернативной медицине в качестве гепатопротекторных средств, хотя доказательств их эффективности не существует.

## Агротехника выращивания тыквы из семян
Тыкве нужны богатая микроэлементами почва и хорошее освещение.
Крупные, качественные плоды формируются лишь на открытых, хорошо аэрируемых полях.
Посев производят, когда грунт хорошо нагреется и уйдут заморозки. Время посева нужно планировать так, чтоб вегетация завершилась во второй половине сентября, до полного дозревания плодов.
При позднем посеве плоды будут безвкусными, неспелыми и плохо храниться.
Сеют тыкву рядовым способом, схема посева— 140х140 см. Если снизить густоту, плоды будут крупнее.
Уход за посадками не требует особых усилий. Главное — убирать сорные растения на участке до формирования главного стебля.
Плоды начинают убирать в середине сентября в сухую погоду. Показатель созревания тыквы — высыхание и опробковение хвостика.
Плоды отрезают секатором с плодоножкой. Затем тыкву перемещают к месту дозревания (сухое продуваемое место под навесом) и выкладывают в 1-2 слоя на поддоны или доски из дерева. Там они будут храниться до второй декады ноября.

## Масло
Из жареных семян получают густое тыквенное масло. Из-за сильного аромата при приготовлении пищи его принято смешивать с другими видами растительного масла. Цвет варьируется от рыжевато-коричневого до тёмно-зелёного. Это масло популярно на юго-востоке Европы, особенно в странах, входивших в состав владений Габсбургов. Подтверждена его эффективность для облегчения симптомов аденомы простаты. Из тыквенного масла вырабатывают лекарственный препарат тыквеол.